# 短背腹囊海龍
短背腹囊海龍（学名：Microphis brevidorsalis），為輻鰭魚綱棘背魚目海龍魚科的其中一種，分布於亞洲印尼及大洋洲加羅林群島西部至斐濟的淡水或半鹹水水域，體長可達11.5公分，成魚棲息在溪流或河口區，卵胎生。